# Uden min far
|  | Denne artikel er oprettet af botten Steenthbot ud fra en ekstern database. Den kan derfor have sproglige fejl eller mangler. Denne skabelon kan fjernes efter kontrol af indholdet. |

Uden min far er en dansk dokumentarfilm fra 2018 instrueret af Vibeke Bryld.

## Handling
Olivers far er soldat og skal udsendes til Syd Sudan i et halvt år. Han kender ikke landet, ved ikke hvordan der ser ud, og hvad deres far egentlig skal lave. Men han ved, der er krig, og det sætter mange svære tanker og følelser i gang.
Olivers værste mareridt er realiteten for andre børn, som har oplevet fædre, der er kommet mere eller mindre mærkede hjem fra krig. Fædre, der har PTSD, fædre, der har set ting, de ikke kan glemme, fædre, der har mistet en kammerat.
Med blikket i øjenhøjde oplever vi, hvordan en fars udsendelse føles for en dreng på 14-15 år. En dreng, der som mange andre drenge elsker skydespil og krigslege. Men som hader tanken om krig i virkeligheden. Jo længere tid faren er væk, jo mere trækker Oliver sig ind i sin egen verden.

## Medvirkende
- Oliver Nielsen
- Maria Nielsen
- Lene Nielsen
- Allan Nielsen